# Fetele Didinei
Fetele Didinei este o piesă de teatru de comedie din 1968 a autorului român Victor Eftimiu. Autorul o caracterizează ca fiind „o piesă vioaie despre trecuta burghezie bucureșteană” și pe care a scris-o „în perioada naționalizării”. Finalul a fost schimbat de mai multe ori de către scriitor, deoarece acesta dorea „să constituie o surpriză, să aibă haz (dar) și o morală adecvată”.
La Teatrul Național Cluj-Napoca a avut premiera la 25 februarie 1971, în regia lui Victor Tudor Popa și George Gherasim. 

## Prezentare
Piesa de teatru prezintă relația dintre Didina și cele trei fete ale sale: Zoie, Aglaie și Pica. Povestea începe în anul 1947, la parterul unei vile elegante din Parcul Filipescu din București, aceasta fiind doar una dintre casele soților Alboteanu. Didina este soția colonelului Sache Alboteanu, cel care a furat de la intendență o sumă mare de bani, avere pe care Didina i-a păpat-o. Pentru ca să nu le fie naționalizată vila, Didina le aduce pe cele trei fiice ale sale să locuiască împreună, dar cum acestea nu s-au înțeles niciodată, încurcăturile se țin lanț...  După mai multe procese cu sora sa, Gherghina bastarda, Didina pierde vila  deoarece la tribunal a declarat că are doar 45 de ani și conform actului de deces, tatăl Didinei era mort cu trei ani înainte ca aceasta să se nască.

## Personaje
- Didina Alboteanu, soția colonelului
- Sache Alboteanu, colonel de administrație și pensionar
- Zoie, o fată a Didinei
- Aglaie, o fată a Didinei
- Pica, o fată a Didinei
- Gherghina, sora Didinei
- Fănică Stănescu
- State Voileanu

## Teatru radiofonic
- 1986 - Fetele Didinei - adaptare radiofonică și regia artistică de Dan Puican, cu Stela Popescu, George Constantin, Dana Dogaru, Rodica Popescu Bitănescu, Tania Filip, Dorina Lazăr, Șerban Celea și Candid Stoica.[2]

- Fetele Didinei - adaptare radiofonică și regia artistică de Florian Călin, cu Draga Olteanu-Matei, Alexandru Giugaru, Mihaela Dumbravă, Vasilica Tastaman, Valeria Seciu, Octavian Cotescu, Sorin Gheorghiu, Virgina Stângaciu.[3]